# Palmanova (Udine)
Palmanova (friülà Palme) és un municipi italià, dins de la província d'Udine. És a la regió de la Bassa Friülana. L'any 2007 tenia 5.352 habitants. Limita amb els municipis de Bagnaria Arsa, Bicinicco, Gonars, San Vito al Torre, Santa Maria la Longa, Trivignano Udinese i Visco. És famosa per la seva ciutadella construïda pels venecians el 1593, que des del 1960 és monument nacional

## Galeria d'imatges

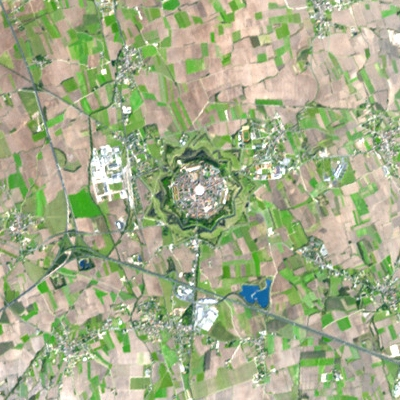
Ciutadella de Palmanova vista des del satèl·lit

## Administració
| Període | Identitat         | Partit      |
| ------- | ----------------- | ----------- |
| 2004-   | Federico Cressati | Centredreta |